# Tête de Moine

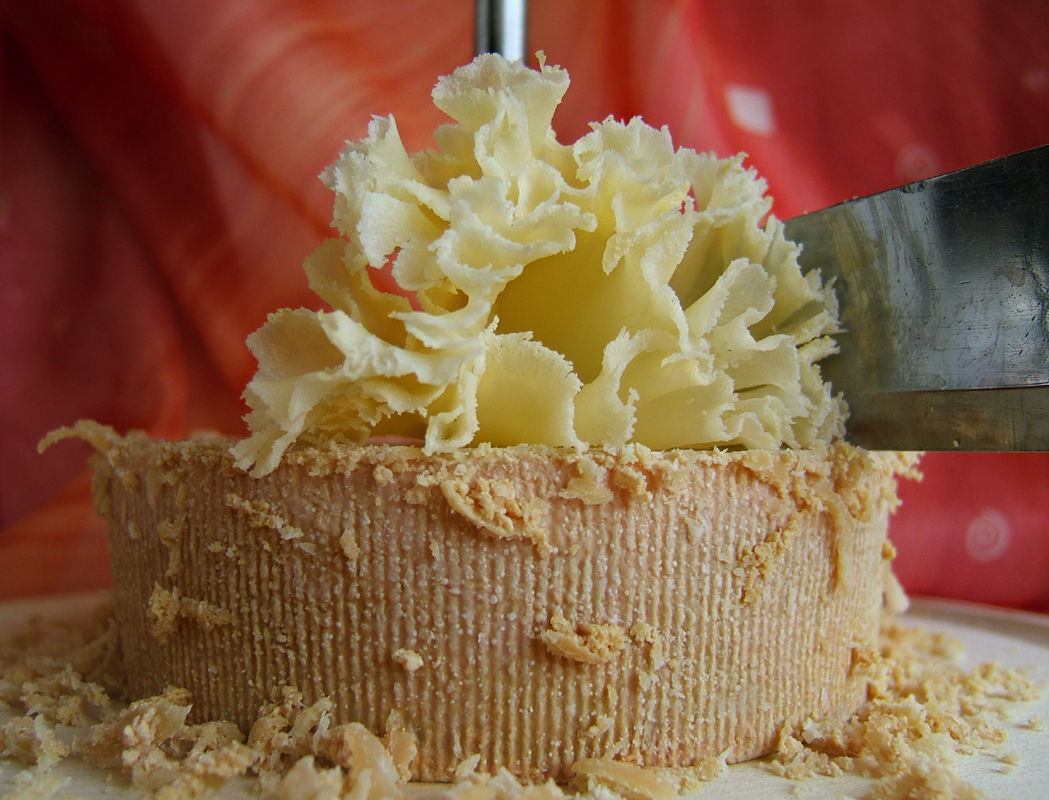
Różyczka po skrojeniu plastra specjalnym nożem

Tête de Moine (IPA: /tɛt də mwan/, głowa mnicha) – rodzaj szwajcarskiego sera podpuszczkowego dojrzewającego, produkowanego z krowiego mleka.

## Historia i charakterystyka
Tradycja wyrobu tego gatunku sięga XI wieku. Recepturę opracowali mnisi zamieszkujący klasztor w Bellelay na północy obecnej Szwajcarii (dziś w gminie Saicourt w kantonie Berno, Jura). Ser osiąga dojrzałość powyżej dziesięciu tygodni leżakowania. Ma silny aromat, jest delikatny (łatwo się rozsmarowywuje), ma lekko słodkawy i nieco ostry smak oraz korzenny aromat z lekko zaznaczoną nutą kwiatową. 
Ser sprzedaje się w formie walców o wadze 800 gramów. 
Ser wyróżnia się nietypowym sposobem krojenia, za pomocą specjalnego noża girolle lub pirouette, z ostrzem korbowym. Ten sposób krojenia owocuje powstawaniem charakterystycznych różyczek, które z natury rzeczy są same w sobie ozdobą deski przekąskowej, czy deski serów. Taki sposób serwowania sprawia, że powierzchnia rozkrojonego sera ma kontakt z powietrzem, co umożliwia wydzielenie wszystkich, pełnych aromatów, za które odpowiada użyte do produkcji, górskie mleko. Produkt wytwarza dziesięć serowarni wiejskich ściśle według zapisów i standardów szwajcarskiej Appellation d'origine protégée. 
Historię i sposób wytwarzania sera prezentuje muzeum Maison de la Tête de Moine w Bellelay.

## Wartość energetyczna
Wartość odżywcza stu gramów sera: 
- wartość energetyczna 1660кJ/401 kcal,
- 25% białka,
- 33% tłuszczu,
- 1,90% soli[1].